# Безжалостный (фильм, 1948)
«Безжалостный» (англ. Ruthless) — нуаровая драма режиссёра Эдгара Г. Ульмера, вышедшая на экраны в 1948 году.
В основу фильма положен роман Дэйтона Стоддарта «Прелюдия к ночи» (1945). Через серию флэшбеков в фильме рассказывается история подъёма к вершинам богатства и власти беспринципного финансиста Хораса Вендига (Закари Скотт). Прикрываясь маской благородного и респектабельного человека, Вендиг использует, а затем убирает со своего пути друга детства Вика Лэмбдина (Луис Хейуорд), руководителя инвестиционной компании Бака Мэнсфилда (Сидни Гринстрит), банкира Брюса МакДональда (Брюс Эванс) и нескольких женщин, среди них Марта Бёрнсайд (Диана Линн), Сьюзен Дуэйн (Марта Викерс) и Криста Мэнсфилд (Люсиль Бремер). Диана Линн играет в картине двойную роль Марты Бёрнсайд и Мэллори Флэгг.
Фильм относится к субкатегории «карьерных нуаров», рассказывающих о подъёме героя (а чаще антигероя) к власти, богатству и славе любыми средствами. К этой же группе фильмов в разной степени относятся такие картины, как «Гражданин Кейн» (1941), «Диллинджер» (1945), «Вся королевская рать» (1949), «Чемпион» (1949), «Злые и красивые» (1952) и «Босс» (1956).

## Сюжет
Мультимиллионер Хорас Вудрафф Вендиг (Закари Скотт) в своём шикарном дворце на Лонг-Айленде устраивает большой приём с участием представителей Госдепартамента США и представителей Организации Объединённых Наций. На приём он приглашает своего друга детства и бывшего делового партнёра, Вика Лэмбдина (Луис Хейуорд), который приходит со своей подругой, пианисткой Мэллори Флэгг (Диана Линн). Во время мероприятия Хорас объявляет, что основывает фонд мира, в который передаёт свой дворец вместе с огромным участком земли, а также двадцать пять миллионов долларов на благотворительные цели. На Мэллори такое благородство производит сильное впечатление, однако некоторые гости в частных разговорах выражают сомнение в искренности намерений Вендига. После завершения официальной части Хорас приглашает в свой кабинет Вика и Мэллори. Пока Мэллори находится на балконе, появляется Хорас, обращаясь к Вику со следующими словами: «Когда человек амбициозен и мечтает о множестве вещей, как я, то на его пути к успеху многие люди страдают. Но он не знает этого. Он слишком занят, он борется, и он достигает вершины. И какова бы не была вершина для него, у него появляется возможность остановиться, и он начинает думать. Вот когда боль о людях возвращается к нему, и тогда он начинает немного бояться». В этот момент в комнату заходит Мэллори. Хорас шокирован её поразительным внешним сходством с Мартой Бёрнсайд, женщиной которую он когда-то любил. Он вспоминает события своего детства:
… Когда-то Хорас, Вик и Марта были близкими друзьями, и жили в Бостоне. Однажды, когда они втроём катались на каноэ, Вик и Хорас поспорили, кто должен грести веслом, в результате чего каноэ перевернулось, и дети оказались в воде. Хорас, который был хорошим пловцом, подхватил тонущую Марту и помог ей добраться до берега. Одинокая и раздражённая мать Хораса вынуждена зарабатывать на жизнь частными уроками игры на пианино. Она сурово отчитает вернувшегося домой сына за то, что тот пришёл в мокрой одежде, даже не выяснив причин того, что с ним произошло. Тем временем в гости к Вендигам приходит мать Марты, миссис Бёрнсайд (Эдит Барретт), чтобы поблагодарить Хораса за то, что он спас её дочь. В знак благодарности миссис Бёрнсайд приглашает Вендигов к себе на обед, однако мать Хораса довольно грубо отказывается от приглашения, отвечая, что этим приглашением миссис Бёрнсайд демонстрирует своё социальное и имущественное превосходство. Тем же вечером Хорас вместе с Виком отправляются к отцу Хораса, Питу Вендигу (Рэймонд Бёрр), который содержит бедный рыбный ресторан. Пит видел сына последний раз два года назад, однако очень рад встрече. Отец поучает сына, что шанс выпадает только раз в жизни, и надо крепко за него хвататься. Из только что выигранных 60 долларов, он отдаёт половину Хорасу, чтобы тот купил себе хорошую одежду и обувь. Однако официантка Пита отбирает эти деньги, говоря, что Пит задолжал ей за четыре недели как раз 60 долларов. Вернувшись домой, Хорас видит, что у его матери есть мужчина, намеренный сделать ей предложение, и Хорас совсем не вписывается в их будущие планы. Глубоко подавленный отношениями со своими родителями и своим жалким положением, Хорас приходит к добрым и обеспеченным Бёрнсайдам, говоря, что решил бежать, так как у него нет дома. В благодарность за спасение жизни Марты миссис Бёрнсайд выделяет Хорасу комнату в каретном сарае, и фактически он начинает жить в их семье как приёмный сын. Мистер Бёрнсайд (Деннис Хоуи) обещает устроить Хораса в хорошую школу, а затем и на приличную работу.
Несколько лет спустя Бёрнсайды празднуют дома 18-летие Марты. Ради этого Вик, который влюблён в Марту и считается её женихом, специально приезжает из Дартмутского колледжа. Однако Вик замечает, что за время разлуки Марта потеряла к нему интерес. По просьбе Вика Хорас встречается с Мартой, чтобы поговорить о её отношениях к Виком. Неожиданно она заявляет, что не выйдет замуж за Вика, потому что давно любит Хораса. В свою очередь Хорас отвечает, что тоже уже много лет любит её. Они целуются, а затем объясняются с Виком. Вик воспринимает эту ситуацию с благородством и уезжает, на прощание предупреждая Хораса, чтобы тот не позволял бы себе ничего, что могло бы ранить Марту. После того, как Марта сообщает родителям о помолвке с Хорасом, мистер Бёрнсайд приглашает Хораса к себе в кабинет для беседы, во время которой выражает желание помочь своему будущему зятю. Хорас говорит, что отработав два года в страховой компании, видит, что не имеет особенных перспектив. И для того, чтобы обеспечить Марте достойную жизнь, ему надо получить университетское образование, и просит оплатить его учёбу в самом дорогом и престижном Гарвардском университете. Несмотря на то, что для бюджета Бёрнсайда это довольно накладно, ради счастья Марты он идёт на эти расходы, рассматривая их как инвестицию в будущее. Хорас говорит, что чрезвычайно благодарен за эту бесценную помощь. В Гарварде на соревнованиях по плаванию Сьюзен Дуэйн (Марта Викерс) из богатой и родовитой семьи, увидев Хораса в бассейне, просит своего брата Брэдфорда (Джон Гуд) познакомить её с ним. После соревнований Марта, которая специально приехала к Хорасу вместе с родителями, хочет сходить с ним в ресторан. Однако Хорас отказывается, ссылаясь на необходимость заниматься. На самом деле он направляется на вечеринку к Дуэйнам. Хорас производит хорошее впечатление на миссис Дуэйн, после чего она предлагает ему и Брэдфорду пройти в кабинет, где собрались авторитетные бизнесмены и банкиры. Вступив во взрослый разговор, Хорас демонстрирует прекрасное понимание биржевой ситуации, вызывая к себе интерес со стороны дяди Брэдфорда, влиятельного инвестиционного банкира Джея Нортона Симса (Фредерик Уорлок). Во время очередной встречи в своём офисе Симс назначает Хораса на должность ассистента менеджера в своём подразделении промышленных ценных бумаг в Нью-Йорке. Хораса ожидает в машине Сьюзен, которой он говорит, что по её совету решил бросить Гарвард и переехать в Нью-Йорк, так как Симс предложил ему чрезвычайно высокую должность для его возраста. В ресторане Хорас и Сьюзен отмечают новое назначение и тайную помолвку. Перед отъездом в Нью-Йорк Хорас решает заехать и поблагодарить Бёрнсайдов за всё, что они для него сделали. Хотя при встрече Марта хочет сказать ему что-то важное, Хорас может думать и говорить только о своей новой работе. Затем он категорически заявляет, что переезжает в Нью-Йорк, и что она с ним не поедет. У него никого не будет, он говорит, что «пойдёт дальше, и быстро, и один». Он видит свой путь, и куда он ведёт. Это одна из жертв, которые он должен принести, и первой жертвой он считает самого себя. Хорас говорит, что любит Марту, но отворачивается от неё, так как у него нет выбора. Марта отвечает, что давно знала о таком его характере, и надеялась его изменить, если бы стала его женой. Но, видимо, оказалась не достаточно сильной. Тем не менее, она любит и всегда будет любить его…
…Воспоминания Хораса прерываются. Он приглашает Мэллори на танец. Затем вместе с Виком они подходят к барной стойке, где видят, как банкир Бак Мэнсфилд (Сидни Гринстрит) встречает свою бывшую жену Кристу (Люсиль Бремер). Бак начинает говорить о воспоминаниях и их прошлых отношениях, обхватывая Кристу за шею. В страхе она кричит и вскакивает с места, но Хорас побегает к ней на помощь. Криста выходит на балкон, но Хорас просит не удалять мистера Мэнсфилда с приёма, говоря, что тот является его гостем. Мэнсфилд начинает угрожающе разговаривать с Хорасом, намекая, что приглашение и попытка примирения является очередной уловкой Хораса. Выходя с Мэллори на балкон, Хорас говорит, что человек не может пойти далеко, не оставив за собой неприятных следов. На вопрос Мэллори, Вик говорит, что Мэнсфилд был когда-то императором, а теперь просто старик, который потерял свои деньги и свою жену, после ухода которой он по существу мёртв. Хорас говорит, что никогда не отворачивался от Вика, но Вик в своё время отвернулся от него…
…Хорас вспоминает, как Вик, проработав несколько лет в Южной Америке в качестве инженера, заработал немало денег. Приехав в Нью-Йорк, он приходит в офис к Хорасу, рассказывая ему, о приятной живой атмосфере и возможностях для развития собственного дела в Южной Америке, в отличие от скучного Нью-Йорка с его акциями и облигациями. Однако Хорас не считает, что заработанные Виком 300 тысяч долларов, это достаточно. Вик говорит Хорасу, что он хочет слишком много, на что Хорас отвечает: «Слишком много не бывает». Вик замечает на столе у Хораса портрет Сьюзен, после чего рассказывает, что заезжал в Бостон, где многое изменилось: Марта пропала, миссис Бёрнстайн переехала, а мистер Бёрнстайн умер. Хорас говорит, что любил Марту, но должен был порвать с семьёй. Хорас является президентом собственной успешной инвестиционной компании. Он рассказывает Вику, что с помощью денег влиятельного инвестиционного банкира Брюса МакДональда (Брюс Эванс) собирается захватить энергетическую империю Мэнсфилда, однако в момент их разговора звонит МакДональд, отказывая Хорасу в деньгах. Тогда Хорас начинает обрабатывать Вика. Сообщив, что Мэнсфилд монополист и недостойно ведёт бизнес, Хорас убеждает Вика вложить деньги в захват контроля над империей Мэнсфилда. Увлечённый словами Хораса о том, таким образом они облегчат жизнь простых людей, Вик соглашается вложить все свои деньги в этот проект. Они заключают соглашение о партнёрстве. Затем через семью Сьюзен Хорас договаривается о личной встрече с МакДональдом. Миссис Дуэйн, Сьюзен, Хорас и МакДональд встречаются на рыбалке на частной яхте. Хорас вновь убеждает МакДональда в серьёзности своего проекта, говоря что лично готов вложить в него 300 тысяч долларов. Хорас обещает значительную прибыль после приобретения акций компании Мэнсфилда, которая по сути является региональным монополистом в области энергообеспечения, и МакДональд соглашается поддержать проект Хораса. Хорас приходит на обед в дом Мэнсфилда, на котором присутствует также его молодая жена Криста. Предварительно выкупив значительный пакет акций компаний Мэнсфилда, Хорас заявляет ему о своих претензиях на участие в их руководстве, однако Мэнсфилд отвергает это предложение, предлагая взамен обратный выкуп акций. Против запрашиваемых Хорасом 1.5 миллиона долларов, Мэнсфилд готов предложить только 300 тысяч. А после телефонного звонка, Мэнсфилд уничтожает предложенный чек и на эту сумму, говоря что одна из финансовых групп только что произвела значительные инвестиции в его бизнес, и его более не интересует участие в деле Хораса. Хорас понимает, что первый бой Мэнсфилд у него выиграл. На будущее Мэнсфилд советует Хорасу при в больших играх пользоваться не пистолетом, а тяжёлой артиллерией и засадой. Хорас добивается у МакДональда дополнительного финансирования, говоря, что подготовил несколько хитрых идей против Мэнсфилда. Первым делом он использует желание живущей в провинции Кристы наслаждаться шикарной нью-йоркской жизнью, и начинает водить её в дорогие рестораны города. Вскоре Криста влюбляется в молодого и красивого Хораса. Во время одного из посещений ресторанов их случайно встречает Сьюзен. Говоря, что ей всё ясно, Сьюзен даёт Хорасу пощёчину и бросает на стол обручальное кольцо, говоря Кристе, что когда-нибудь и она будет расплачиваться таким же образом. Дома Криста демонстрирует свою отстраненность по отношению к мужу. Мэнсфилд воспринимает это очень тяжело, так как по-настоящему любит Кристу и всю жизнь стремился к богатству и успеху только ради того, чтобы сделать её счастливой, «построив для неё клетку из золота и драгоценностей». Криста заявляет Мэнсфилду, что уходит от него к Хорасу. Мэнсфилд догадывается, что она предала его, выдав Хорасу ключевую информацию о продаже земельных участков.
…Пять лет спустя, вернувшийся из очередной командировки Вик встречает Кристу в лифте по дороге в офис Хораса. Она проходит в кабинет Хораса, а Вик на минуту задерживается, с удивлением увидев в приёмной МакДональда. Оказывается, МакДональд ожидает приёма уже четыре дня по поводу 5-миллионного займа, чтобы спасти свой банк, который находится на грани разорения из-за махинаций Хораса с акциями. Тем временем в своём кабинете Хорас предлагает Кристе немедленно расстаться. Криста отвечает, что разочарована браком с Хорасом, так как в итоге получила от него ещё меньше, чем от Мэнсфилда. Когда в кабинете появляется Вик, Криста уходит. Вик уговаривает Хораса помочь МакДональду, который столько сделал для его успеха, в том числе, неоднократно выручал его деньгами. Однако Хорас отказывается, говоря, что он для него МакДональд — всего лишь обычный бизнесмен, который претендует на огромный заём. Хорас утверждает, что его главная задача — это увеличение богатства компании, защита своих интересов и интересов Вика как его партнёра. И благодаря его деятельности Вик стал достаточно богат, чтобы быть совестливым, однако самому Хорасу этих денег не достаточно. В этот момент в приёмной МакДональд кончает жизнь самоубийством. Вернувшись в кабинет, Вик обвиняет Хораса в том, что тот использует людей, которые ему помогают, а затем отбрасывает их. Несмотря на слова Хораса о том, что Вик — его единственный друг, тот говорит, что ненавидит подход Хораса к ведению дел и выходит из совместной компании…
… Воспоминание заканчивается. На приёме Вик говорит Хорасу, что расстался с ним не только из-за дела МакДональда, а из-за него, после чего уходит танцевать с Мэллори. Остановив Хораса у бара, Мэнсфилд говорит, что недооценил его, и что Хорас стал его первой тактической ошибкой, ставшей роковой. Когда гости начинают разъезжаться, и Вик уходит в гардероб за верхней одеждой, Хорас находит Мэллори на балконе и просит её остаться. Он говорит, что как только увидел её, то сразу полюбил. Он говорит: «Я ждал тебя всю жизнь, с самого детства, и всегда видел тебя в своих мечтах. И нас ожидает жизнь, превосходящая любые мечты». В этот момент подходит Вик, и между мужчинами происходит словесная перепалка из-за Мэллори, которая говорит, что останется с Виком. Однако после ухода Вика направляется на пристань, чтобы ещё раз увидеть Хораса, который собирается вскоре отплыть на своей яхте. Вик не хочет, чтобы она шла, утверждая, что «Хорас портит всё, к чему прикасается, он забирает у всего жизнь и оставляет разлагаться, он так устроен». Однако Мэллори настаивает на встрече именно для того, чтобы Вик преодолел свой страх перед Хорасом. На пристани появляется Хорас, и, решительно взяв под руку Мэллори, направляется с ней к яхте. Вик говорит, чтобы Хорас не строил планов, так как Мэллори пришла только проститься. Вик обвиняет Хораса в том, что он не любит людей и растаптывает их. Далее он говорит, что в своём болезненном сознании Хорас считает себя не просто человеком, а чем-то намного большим. Вик заканчивает свой монолог словами, что Хорас так и не изменился, такие как он, не меняются. Их сущность заключается в том, чтобы брать, когда они что-то хотят. И они это берут, а хотят они всё. Хорас отвечает, что только так и можно жить в джунглях. На пристани появляется Мэнсфилд со словами, что мы действительно живём в джунглях, и что такие как он и Хорас разрушают даже джунгли, потому что убивают ради прибыли. Мэнсфилд берёт Хораса за горло, пытаясь задушить. Вик пытается их разнять, но падает на расположенную ниже платформу, теряя сознание. Мэнсфилд и Хорас продолжают ожесточённо бороться, падают с пристани, и в борьбе вместе бесследно исчезают под водой. Мэллори помогает Вику прийти в себя, а затем на пристани говорит ему: «Он не был человеком, он был образом жизни». Они целуют друг друга.

## В ролях
- Закари Скотт — Хорас Вендиг
- Луис Хейуорд — Вик Лэмдин
- Диана Линн — Марта / Мэллори
- Сидни Гринстрит — Бак Мэнсфилд
- Марта Викерс — Сьюзен Дуэйн
- Рэймонд Бёрр — Питер Вендиг
- Люсиль Бремер — Криста Мэнсфилд
- Брюс Эванс — Брюс МакДональда

## Создатели фильма и исполнители главных ролей
Эдгар Г. Ульмер более всего известен как режиссёр необычного фильма ужасов «Чёрный кот» (1934) и фильма нуар «Объезд» (1945). Он также поставил такие нуары, как «Синяя борода» (1944), «Странная иллюзия» (1945) и «Странная женщина» (1946).
Закари Скотт сыграл главные и значимые роли как минимум в 11 фильмах нуар, среди них «Маска Димитриоса» (1944), «Милдред Пирс» (1945), «Сигнал об опасности» (1945), «Неверная» (1947), «Тень на стене» (1950) и «Рождённая быть плохой» (1950). Луис Хейуорд сыграл главные роли в таких криминальных и нуаровых фильмах, как «Дамы в отставке» (1941), «И не осталось никого» (1945), «Странная женщина» (1946), «Повторное исполнение» (1947) и «Дом у реки» (1950). Сидни Гринстрит также является ветераном жанра нуар, сыграв в таких значимых картинах, как «Мальтийский сокол» (1941, номинация на Оскар лучшему актёру второго плана), «Касабланка» (1942), «Маска Димитриоса» (1944), «Конфликт» (1945), «Вердикт» (1946) и «Три незнакомца» (1946).

## Оценка критики

### Общая оценка фильма
Фильм получил смешанные отзывы критики. Так, вскоре после выхода фильма на экраны журнал Variety отметил, что «несмотря на секстет именитых актёров, „Безжалостный“ пал жертвой клишированной и старомодной режиссуры и скучного диалога, который не сможет вытянуть ни один актёр». По мнению Variety, «картина сводится к психологическому исследованию личности Скотта,… сценарий запутан и сбивчив, а исход фильма становится ясным задолго до его окончания».
Позднее фильм в основном оценивался более позитивно. Так, журнал TimeOut написал, что этот фильм «часто называли „Гражданином Кейном“ Ульмера» и он «наряду с „Чёрным котом“, „Синей бородой“ и „Объездом“, является одним из самых высококачественных фильмов короля малых киностудий» (как часто называли Ульмера). Хэл Эриксон подчеркнул, что это был «один из немногих крупнобюджетных фильмов, поставленных „культовым“ режиссёром Эдгаром Г. Ульмером». Гленн Эриксон указал, что «эта картина Ульмера показывает, как он умеет справляться с качественным набором кинематографических компонентов, и что делает он это действительно очень хорошо». По его словам, «как и „Гражданин Кейн“, фильм развивается почти как детектив, принимая форму интересной драмы с сильными характерами».

### Характеристика фильма
Характеризуя фильм, журнал TimeOut написал: «Работая со значительно лучшим актёрским составом и немного более крупным бюджетом, чем обычно, Ульмер вслед за Уэллсом выбирает для изучения подъёма к власти Хораса Вудрафа Вендига (превосходно подобранный на роль Скотт). Повествование ведётся с помощью флэшбеков, которые акцентируют внимание на разрушительном использовании им других людей, но не объясняют мотивы его поступков (хотя, как и в „Кейне“, можно предположить, что подсознательной движущей силой является потеря любви)». Журнал отмечает, что «как и многие другие несимпатичные главные герои Ульмера, Вендиг предстаёт марионеткой в руках судьбы, эта основная мысль, подкрепляется строгой чёткостью сурового, даже нуарового визуального ряда». Для журнала так и остаётся неясным, «является ли фильм критикой, ниспровергающей американскую мечту, или он просто следует в русле популистского взгляда, что богатство не отделимо от одиночества и беспокойства». При этом «нет никаких сомнений в силе бульварной поэзии Ульмера, особенно, в финальной сцене, когда Вендиг тонет, задушенный мстительным, разорённым южным магнатом Гринстрита».
Гленн Эриксон отмечает, что «это, вероятно, единственная картина Ульмера, которая по своим производственным параметрам может конкурировать с его классическим фильмом „Чёрный кот“, поставленным на студии Universal, добавив, что «фильм обладает целым рядом очень интересных качеств». По мнению Эриксона, «это не вполне фильм нуар, хотя в политическом плане он даже мрачнее, чем большинство нуаров». Следует отметить, что "имя основного автора сценария Элвы Бесси было исключено из титров, предположительно, из-за того, что тот проигнорировал вызов на слушания в Комиссию Конгресса по расследованию антиамериканской деятельности, «в результате чего оказался в Голливудской десятке». Эриксон считает, что «„Безжалостный“ смотрится как антикапиталистический „Гражданин Кейн“. Основная идея фильма заключается в том, что порочное соперничество из-за денег превратило современное общество в нечто бездуховное и жестокое». Развивая эту мысль, Эриксон пишет: «Вендиг оставляет за собой дорожку из разрушенных людских судеб. Фильм пытается убедить нас, что „система“ поощряет такое поведение, и что Вендиги поощряются, потому что правы те, которые делает деньги. Все остальные это просто недостойные лузеры. В истории с самого начала подчёркивается, что Вендиг обманывает каждого, кто ему доверяет. Он „благодарит“ за щедрость старика Бёрнсайда откровенным предательством, разбивает сердца и разрушает жизни… Принцип, которым он руководствуется в своих действиях, — это простая откровенная эгоистичная алчность, опять же (по мнению сценариста), поощряемая „системой“. Вендиг всего лишь избирает самый прямой путь к обогащению… Этот фильм говорит нам, что для того, чтобы сделать много денег, надо давить людей налево и направо».

### Характеристика работы режиссёров и актёров
Мнения о работе Ульмера разделились. Если Variety считает, что «актёрская игра страдает от режиссуры Эдгара Г. Ульмера», то Гленн Эриксон, наоборот утверждает: «Эдгар Ульмер доказывает, что он может работать с высококачественным актёрским составом не хуже, чем любой другой режиссёр».
Хэл Эрикссон отметил, что «„Безжалостный“, как и многие фильмы Eagle-Lion Films того времени, был перенасыщен взятыми в аренду контрактными актёрами Warner Bros.», особенно выделив "элегантно красивого Закари Скотта, который оказывается на верном месте в мелодраме «Безжалостный». Благодаря своему актёрскому мастерству Закари Скотт «делает низкого, достойного презрения персонажа каким-то образом вызывающим симпатию, и в конце концов, довольно трагичным». Гленн Эриксон также обращает внимание на «отличную игру актёрского состава, в котором нет особенно крупных звёзд, а некоторые из актёров незадолго до того потеряли студийные контракты. А главный актёр фильма преподносит самый большой сюрприз: Закари Скотт даёт игру своей карьеры». Далее критик пишет: «Вендиг Закари Скотта — это типичный социопат, вынужденный следовать своей судьбе. Это роль необычайной глубины — Скотт демонстрирует сосредоточенность и целеустремлённость и лишь в краткие промежутки обнажает болезненную страсть к своей единственной цели». Гленн Эриксон отмечает, что «Диана Линн блистает в фильме, с лёгкостью справляясь со своей двойной ролью. Она придаёт уходу Марты от Вендига чувство благородного великодушия, даже хотя она и понимает, что он разрушил её жизнь. Луис Хейуорд убедительно показывает, что Вик мог верить в Вендига и при этом не быть дураком». Variety считает, что «Хейуорд даёт достойную трактовку партнёра Скотта, который в конце концов порывает с ним, Диана Линн в двойной роли, тосклива и обаятельна в качестве заложницы в руках Скотта, а Сидни Гринстрит в роли инвестиционного магната, которого свергает Скотт, тяготеет к переигрыванию».